# 陳耀祖 (政治人物)
陳耀祖（1892年—1944年4月4日），别号德昭，男，广东新会人，中华民国政治人物。馬來西亞富商陳耕基之子，陳璧君之弟。

## 生平
1926年时，陈耀祖曾任国民政府广东省务委员会委员。次年，又任代理广东省政府建设厅厅长、广州市政府工务局局长，后任职于国民政府铁道部。1932年任铁道部代理常务次长、财务司司长，由於無論任職廣州市或鐵道部期間，其直屬長官（廣州市長或鐵道部長）均為孫中山長子孫科，故被視為「太子派」一員。抗日战争期间改任广东省政府委員。广州沦陷后加入汪精卫政权，历任广东省政府委员、广东省保安司令、广州绥靖主任公署主任、军事委员会委员、广州市市长等职。1944年在广州被刺身亡。.